# Haimbachia squamulella
Haimbachia squamulella é uma espécie de mariposa pertencente à família Crambidae. Foi descrita pela primeira vez por Zeller em 1881.  Pode-se encontrar na América do Norte, onde há registos da sua obervação de Maryland à Flórida e do oeste do Texas ao Illinois.
A sua envergadura é de cerca de 16 mm. Os espécimes adultos, alados, aparecem de junho a julho.